# Tamaki Uchiyama
Tamaki Uchiyama (jap. 内山 環, Uchiyama Tamaki; * 13. Dezember 1972 in Hyōgo) ist eine ehemalige japanische Fußballspielerin.

## Karriere

### Verein
Sie begann ihre Karriere bei Tasaki Kobe Ladies, wo sie von 1989 bis 1991 spielte. 1992 folgte dann der Wechsel zu Prima Ham FC Kunoichi. Sie trug 1995 und 1999 zum Gewinn der Nihon Joshi Soccer League bei. 1999 beendete sie Spielerkarriere.

### Nationalmannschaft
Uchiyama wurde 1991 in den Kader der japanischen Nationalmannschaft berufen und kam bei der Asienmeisterschaft der Frauen 1991 zum Einsatz. Sie wurde in den Kader der Weltmeisterschaft der Frauen 1991, 1995, 1999 und Olympischen Sommerspiele 1996 berufen. Insgesamt bestritt sie 58 Länderspiele für Japan.

## Errungene Titel

### Mit Vereinen
- Nihon Joshi Soccer League: 1995, 1999

### Persönliche Auszeichnungen
- Nihon Joshi Soccer League Best XI: 1995, 1999